# Emodiopteris elwesii
Emodiopteris elwesii là một loài dương xỉ trong họ Dennstaedtiaceae. Loài này được Bedd. Ching & S.K. Wu mô tả khoa học đầu tiên năm 1983.